# Fortifications d'Angers
Les fortifications d'Angers sont les anciennes enceintes de la ville d'Angers, dans le département de Maine-et-Loire. Les premières sont élevées pendant le Bas-Empire romain, puis agrandies et complétées tout au long du Moyen Âge.
Complètement démantelées au XIXe siècle, il ne subsiste que de rares vestiges dans la ville moderne. Plusieurs de ces vestiges ont été protégés au titre des Monuments historiques : l'enceinte du Bas-Empire romain est classée en 1907 et les vestiges de l'enceinte dites de Saint-Louis sont inscrits en 1927.

## Enceinte romaine
Cette enceinte a été édifiée sous le Bas-Empire romain.

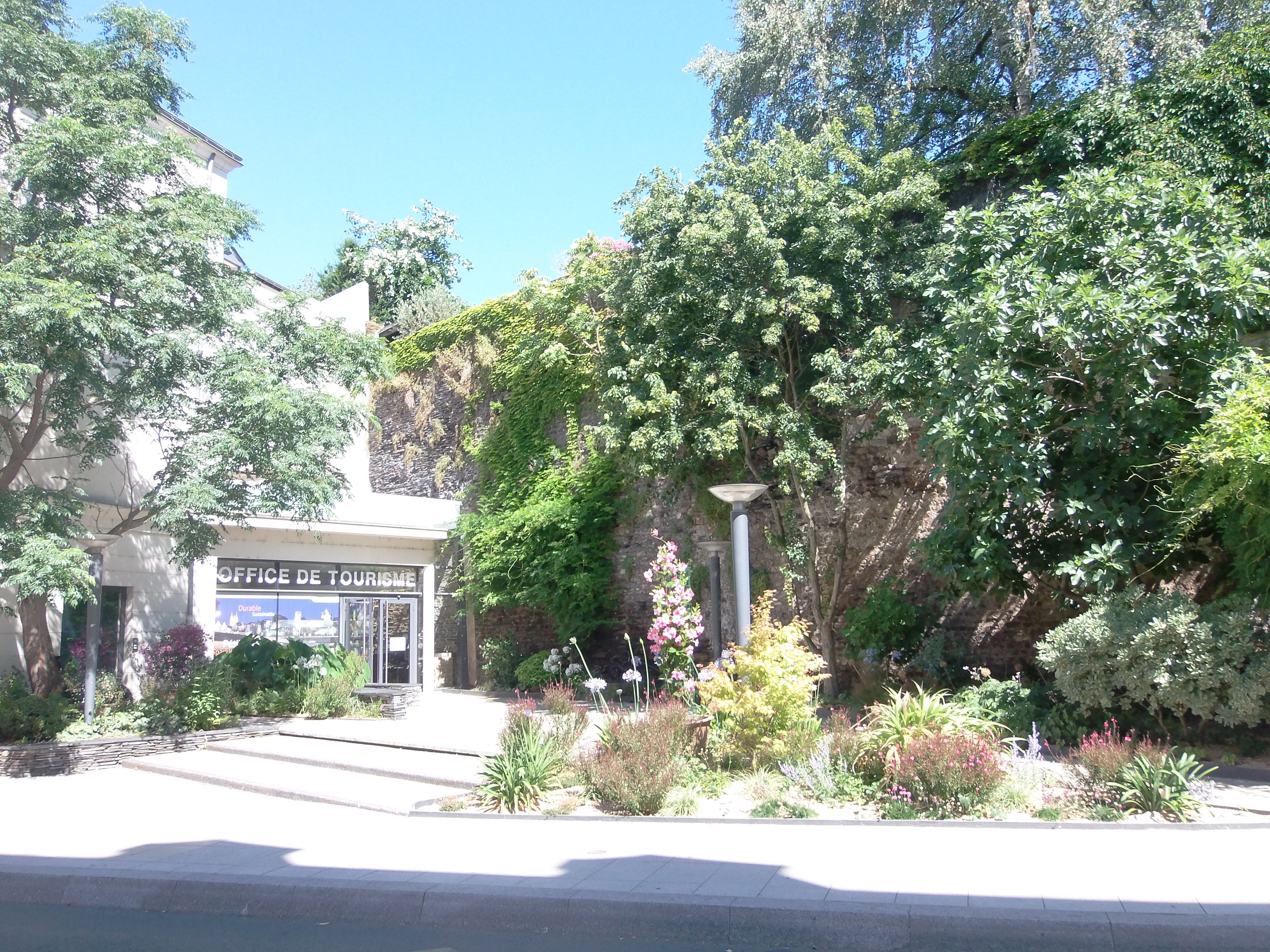
Vestige de l'enceinte, à droite de l'office de tourisme
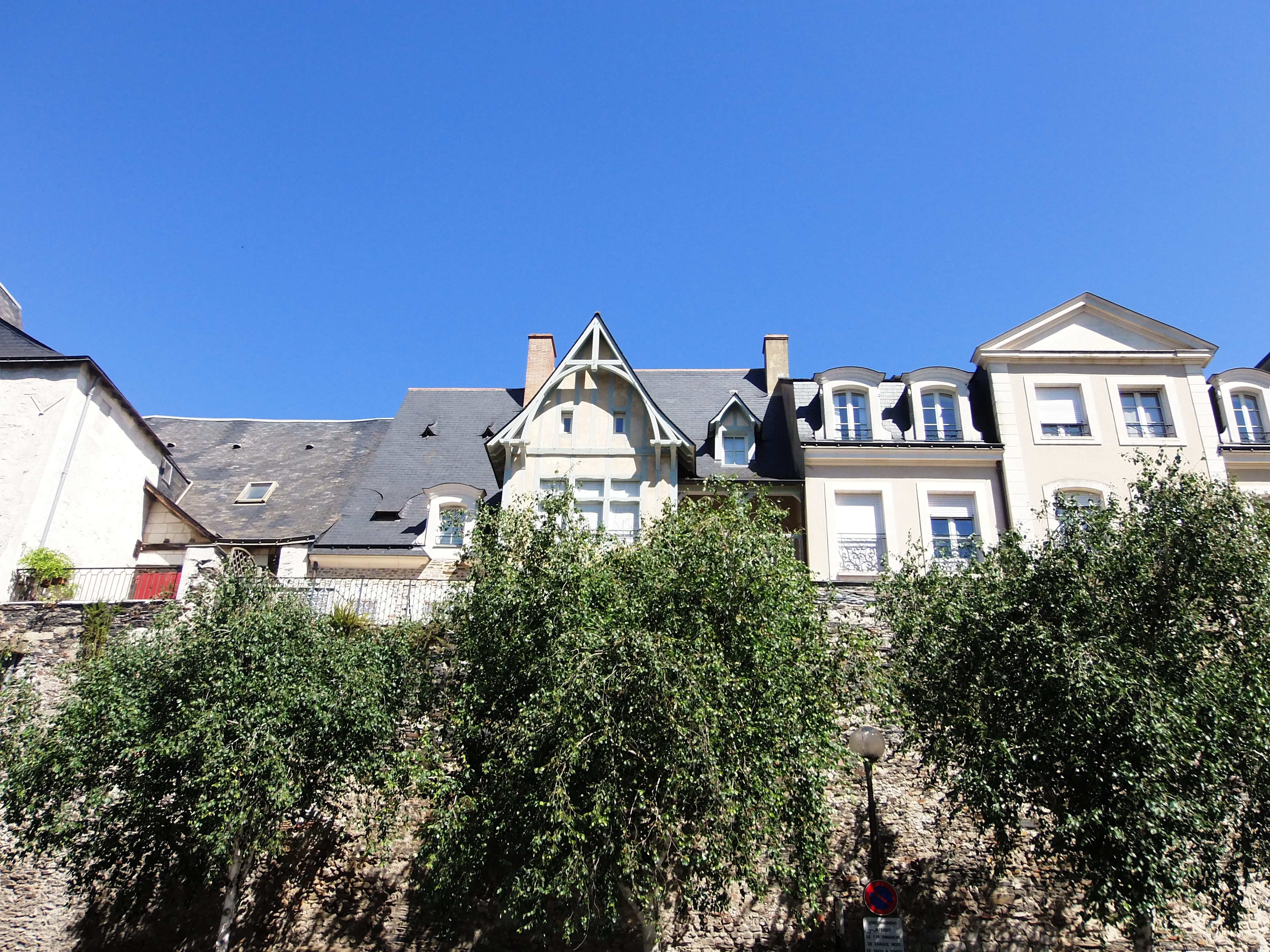
Vestige de l'enceinte rue Toussaint, sous les maisons

## Enceinte médiévale

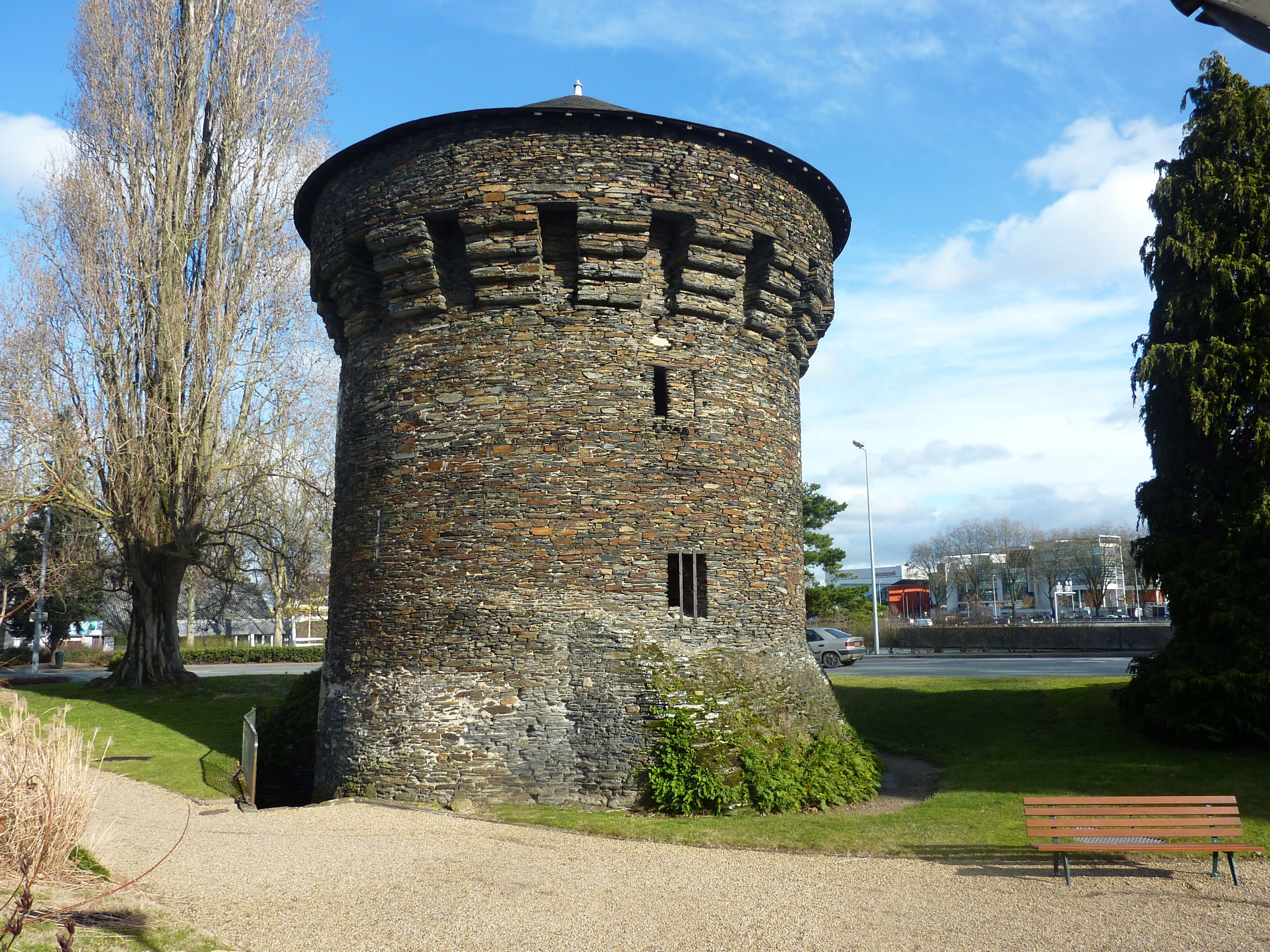
La tour des Anglais
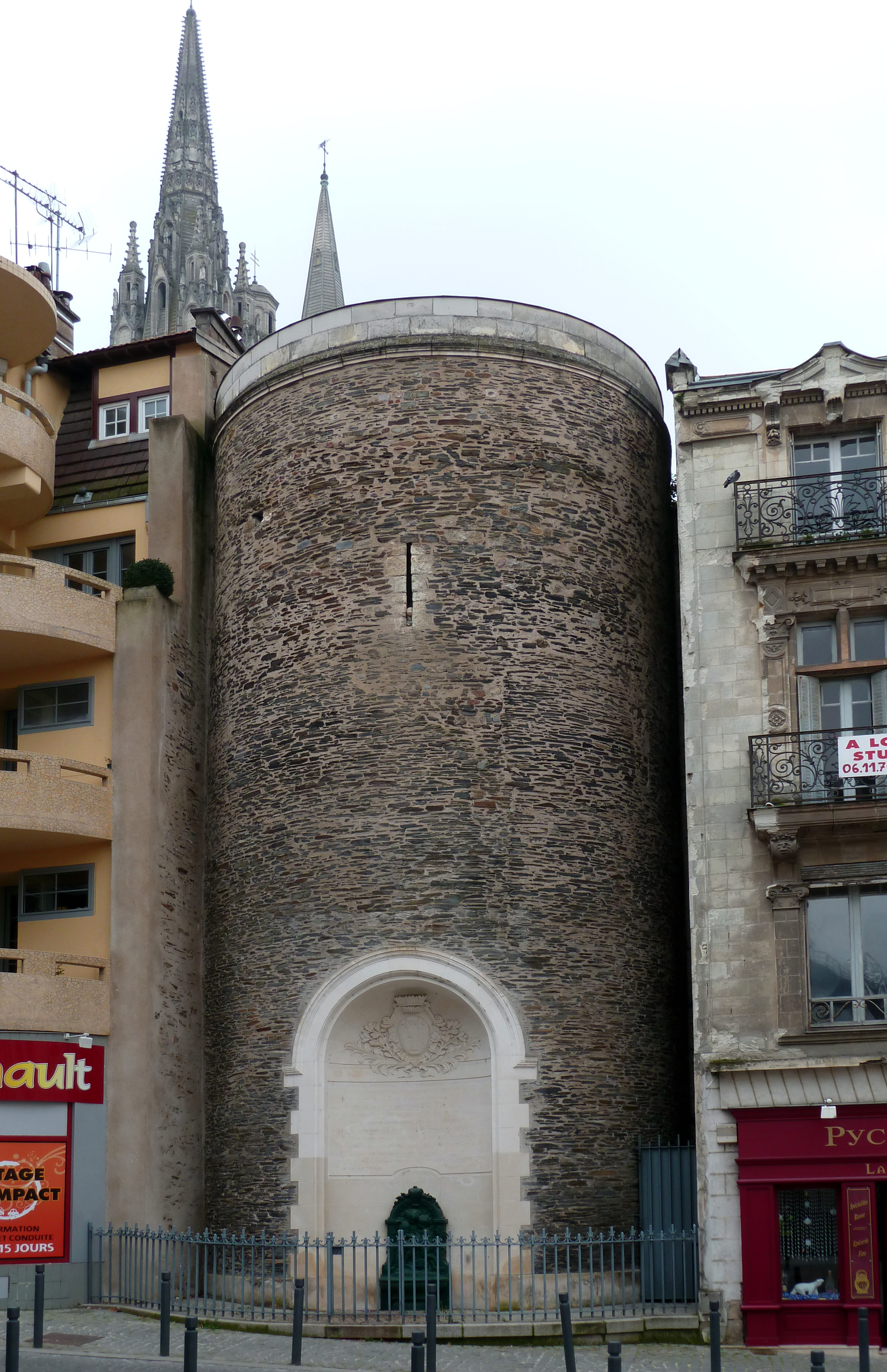
La tour Villebon
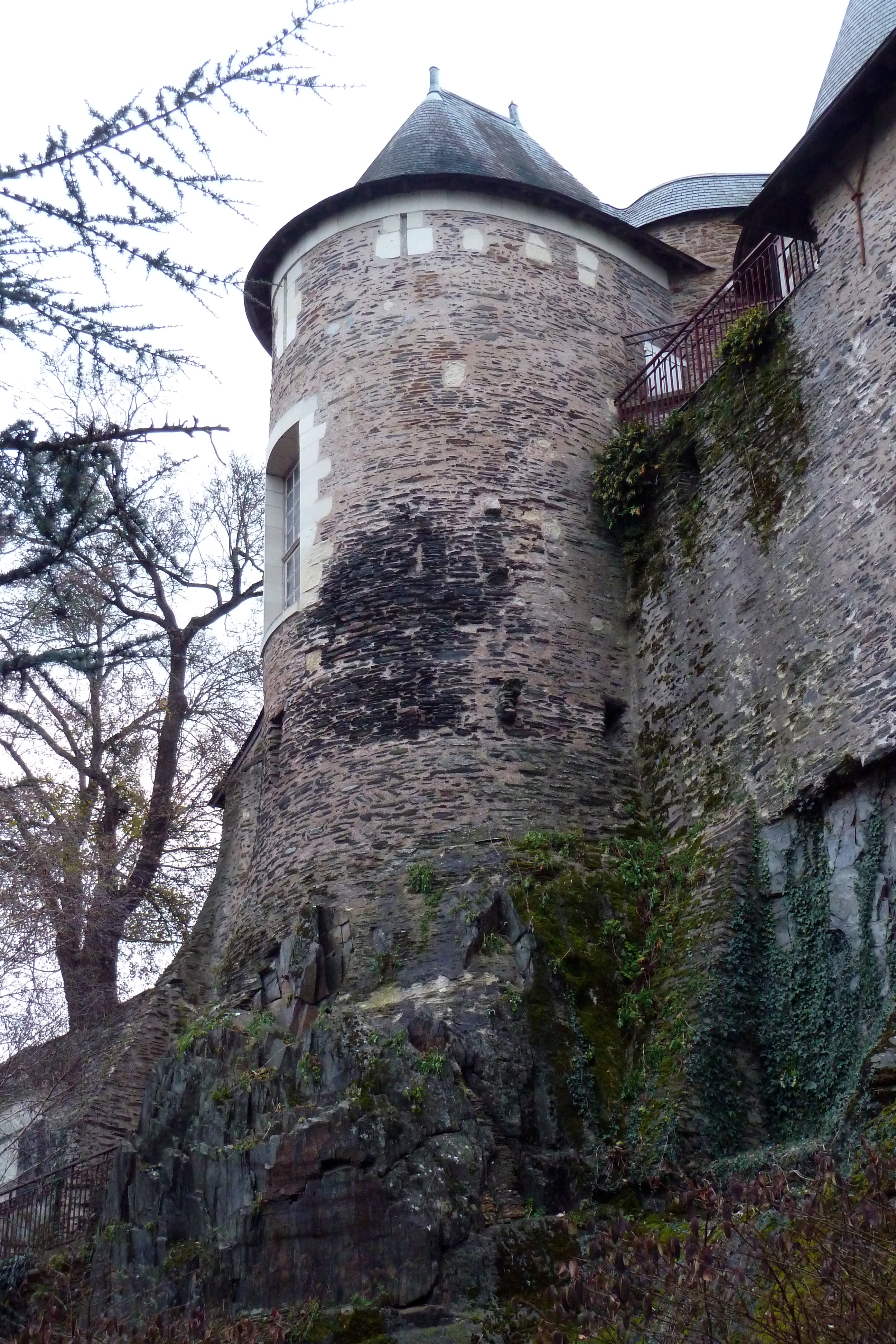
Tour de l'enceinte de Saint-Louis